# Brian Thompson (empresario)
Brian Robert Thompson (Jewell Junction, 10 de julio de 1974-Manhattan, 4 de diciembre de 2024) fue un empresario estadounidense que fue director ejecutivo (CEO) de UnitedHealthcare, la división de seguros de UnitedHealth Group, desde abril de 2021 hasta su asesinato en diciembre de 2024.
Thompson se convirtió en gerente de PwC, una red de servicios profesionales, en 1997. Ocupó este cargo hasta 2004, cuando se trasladó a UnitedHealth Group, convirtiéndose en el director ejecutivo de su unidad UnitedHealthcare en 2021. Su mandato como director ejecutivo estuvo marcado por un aumento vertiginoso de las ganancias a medida que la atención médica se negaba cada vez más. En 2021, la Asociación Estadounidense de Hospitales criticó a Thompson por planear negar el pago del seguro por visitas no críticas a las salas de emergencia de los hospitales.  Bajo el liderazgo de Thompson, la empresa comenzó a utilizar inteligencia artificial para aumentar los rechazos de reclamaciones.
Tras su asesinato en 2024, los funcionarios públicos expresaron consternación y ofrecieron sus condolencias a la familia de Thompson. Por el contrario, numerosos medios de comunicación informaron que muchos usuarios de las redes sociales compartieron su desprecio por Thompson, UnitedHealthcare y el sistema de seguro de salud estadounidense, y muchos celebraron su asesinato.

## Educación
Brian Robert Thompson nació el 10 de julio de 1974 en Ames, Iowa, uno de los dos hijos de Dennis y Pat (de soltera Hunter) Thompson. Su padre era trabajador de un elevador de granos .  Se crio en la zona cercana y se graduó en 1993 como el mejor alumno de la clase de South Hamilton High School en Jewell Junction, al norte de Ames. Luego asistió a la Universidad de Iowa (UI) en Iowa City, donde conoció a su futura esposa. Obtuvo una licenciatura en administración de empresas con especialización en contabilidad en 1997. También fue el alumno destacado de su clase de la UI; el portavoz de la UI, Steve Schmadeke, afirmó que Thompson "se graduó con honores especiales y con la más alta distinción, lo que significa que su GPA fue de 3,95 o superior".

## Carrera
De 1997 a 2004, Thompson trabajó en PricewaterhouseCoopers (PwC) como gerente del grupo de servicios de asesoría de transacciones de la práctica de auditoría. Se unió a UnitedHealth Group en 2004 y trabajó en programas de seguros de salud del gobierno de EE. UU., como Medicare y cobertura para jubilados, así como en divisiones comunitarias y estatales que brindaban Medicaid y otras coberturas de seguros de salud. En abril de 2021 fue nombrado director ejecutivo de UnitedHealthcare (UHC) y se le asignó la tarea de liderar el crecimiento global de la empresa. Su compensación total fue de $9,6 millones en 2021, $9,8 millones en 2022 y $10,2 millones en 2023. Bajo su liderazgo, las ganancias de UHC aumentaron de $12 mil millones en 2021 a $16 mil millones en 2023. En el momento de la muerte de Thompson, la compañía era la aseguradora de salud más grande de los Estados Unidos.
Associated Press informó que Thompson generalmente mantuvo "un perfil público bajo", pero recibió atención por un anuncio en una reunión de inversores en 2023 de que la cobertura sanitaria universal estaba cambiando a un modelo de pago a los proveedores de atención médica basado en el valor, en lugar de un modelo de pago por servicio.
En 2021, Thompson fue criticado en una carta abierta de la Asociación Estadounidense de Hospitales con respecto a un plan de UHC para comenzar a negar el pago de lo que consideró visitas no críticas a las salas de emergencia de los hospitales. La UHC respondió retrasando la implementación del cambio. Además, bajo su liderazgo, UHC comenzó a utilizar inteligencia artificial para automatizar los rechazos de reclamaciones, lo que provocó que sus clientes tuvieran que pagar importantes facturas médicas de su bolsillo o no pudieran recibir el tratamiento médico que necesitaban. Los informes sobre tasas crecientes de denegaciones de autorizaciones previas motivaron investigaciones por parte de ProPublica y el Senado de los Estados Unidos, investigaciones que fueron descritas como una "mancha" en el período de liderazgo de Thompson por Fortune.
En mayo de 2024, el Fondo de Pensiones de Bomberos de Hollywood, Florida, demandó a Thompson y a dos ejecutivos de UnitedHealth Group (el director ejecutivo Andrew Witty y el presidente ejecutivo Stephen J. Hemsley), alegando fraude y uso de información privilegiada . El demandante alega que los demandados no revelaron una investigación antimonopolio sobre la empresa realizada por el Departamento de Justicia de los Estados Unidos y que vendieron opciones sobre acciones antes de que la investigación se hiciera pública. La demanda afirma que Thompson y Hemsley vendieron un total combinado de 120 millones de dólares en acciones de UHC, cuatro meses antes de que la investigación del Departamento de Justicia se hiciera pública para los accionistas de UHC y el público en general.

## Vida personal
Thompson era conocido por sus amigos y colegas como "BT" Estaba casado con Paulette (de soltera Reveiz) Thompson, fisioterapeuta y compañera de estudios de la Universidad de Iowa. Tuvieron dos hijos. En el momento de su muerte, Thompson y su familia eran residentes de Maple Grove, Minnesota. Él y su esposa habían estado viviendo en residencias separadas en Maple Grove.
Thompson visitó Irlanda en varias ocasiones ya que la empresa hermana de UnitedHealthcare, Optum, tiene operaciones en el país, y disfrutó jugando al golf allí en Donegal. Fue un partidario activo del movimiento de las Olimpiadas Especiales y fue copresidente honorario de los Juegos Olímpicos Especiales de EE. UU. de 2026.

## Asesinato
El 4 de diciembre de 2024, Thompson estuvo en Nueva York para una reunión anual de inversores de UnitedHealthcare. Salió del hotel Marriott donde se alojaba, que estaba al otro lado de la calle del New York Hilton Midtown, donde se iba a celebrar su reunión. Mientras caminaba por West 54th Street hacia el Hilton alrededor de las 6:45 a. m. hora local, una persona que vestía una chaqueta con capucha y empuñaba una pistola le disparó por la espalda. Thompson fue trasladado al hospital Mount Sinai West en Manhattan, donde, a las 7:12 a. m. fue declarado muerto.
Tras su asesinato, funcionarios públicos, entre los que se encontraban el gobernador de Minnesota y excandidato demócrata a vicepresidente Tim Walz, la senadora Amy Klobuchar y el alcalde de Minneapolis, Jacob Frey, expresaron su consternación y ofrecieron sus condolencias a la familia de Thompson. Por el contrario, numerosos medios de comunicación informaron que muchos usuarios de las redes sociales compartieron su desprecio por Thompson, UnitedHealthcare y el sistema de seguro de salud estadounidense, y muchos celebraron su asesinato.
Un sospechoso fue arrestado en Altoona, Pensilvania, el 9 de diciembre y acusado de asesinato por las autoridades de Nueva York.